# Scharllette Allen
Scharllette Alexandra Allen Moses (Bluefields, 18 settembre 1991) è una modella nicaraguense, incoronata Miss Nicaragua 2010.
È la prima donna di colore ad essere incoronata Miss Nicaragua in tutta la storia del concorso. In seguito ha anche preso parte al concorso Miss Universo 2010, dove però non è riuscita ad entrare nella rosa delle quindici finaliste.
Scharllette Allen è stata anche nominata nella lista delle personalità nicaraguensi dell'anno, annunciate dai media nazionali il 30 dicembre 2010.